# Verzorgingsplaats Bazius
Verzorgingsplaats Bazius is een verzorgingsplaats in Nederland, gelegen aan de noordwestzijde van de A17 en de A59 in de richting Moerdijk-Roosendaal tussen afritten 26 en 25 in de gemeente Moerdijk.
Richting Roosendaal:
Bazius · 
't Hol
Richting Moerdijk:
Keizershof
Richting Oss: De Tille · Keizershof · Den Hoek · Hespelaar · Labbegat · De Lucht
Richting Serooskerke: De Geffense Barrière · De Sprang · Steelhoven · Streepland · Bazius · De Fendert · De Tille